# برايان إل. بورغس
برايان إل. بورغس (بالإنجليزية: Brian L. Burgess)‏ هو قاضي ومحامي أمريكي، ولد في 1951.